# Klara Koppe
Klara Koppe (* 23. Juli 2000) ist eine deutsche Leichtathletin, die im Langstrecken- und Crosslauf antritt.

## Karriere
Bis zum Ende des Jahres 2019 startete Koppe für die TSG Dülmen. Seit dem 1. Januar 2020 läuft sie für die LG Brillux Münster.
2016 nahm sie erstmals an den Deutschen Jugendmeisterschaften teil und belegte dort den 12. Platz im 3000-Meter-Lauf. Ein Jahr später wurde sie in derselben Disziplin dort Fünfte.
Koppe qualifizierte sich für die Crosslauf-Europameisterschaften 2018 und belegte dort den 67. Platz der U20.
Bei den Deutschen U23-Meisterschaften 2018 und 2019 wurde sie im 3000-Meter-Lauf jeweils Vierte.
2019 wurde sie Fünfte im 10.000-Meter-Lauf der Deutschen U20-Meisterschaften.
2020 wurde sie Dritte bei den Leichtathletik-Meisterschaften 2020 im Crosslauf über 5500 Meter, 15 Sekunden hinter der Siegerin Domenika Mayer. Sie war somit Siegerin der U23. Bei diesen Meisterschaften belegte sie außerdem dem 15. Platz im 5000-Meter-Lauf.